# Chiến tranh Tống–Việt lần thứ nhất
Chiến tranh Tống-Việt là một cuộc chiến tranh giữa Nhà Tống thời Tống Thái Tông và Đại Cồ Việt thời Lê Đại Hành diễn ra từ tháng 1 đến tháng 4 năm 981 trên lãnh thổ Đại Cồ Việt. Kết quả, Đại Cồ Việt đã đánh bại quân đội nhà Tống. Sau cuộc chiến này, vào năm 986, Hoàng đế Đại Tống công nhận nhà Tiền Lê và ban chế phong cho Lê Đại Hành.

## Bối cảnh
Cuối năm 979, Đinh Tiên Hoàng và Thái tử Đinh Liễn bị ám sát. Tháng 5 năm 980 (dương lịch), sứ nhà Tống ở Đại Cồ Việt là Lư Tập về nước báo cáo; triều đình nhà Tống biết được tình hình rối ren ở Đại Cồ Việt. Tháng 8 năm 980, Hầu Nhân Bảo, quan trấn thủ châu Ung của Đại Tống dâng thư lên hoàng đế Đại Tống báo cáo việc Đại Cồ Việt có nội loạn và là thời cơ để đánh chiếm và xin được về kinh đô để trình bày rõ hơn. Hoàng đế Đại Tống theo lời khuyên của Lư Đa Tốn không triệu Hầu Nhân Bảo về kinh đô để giữ bí mật việc chinh phạt Đại Cồ Việt. Thay vào đó, Hữu Tráng là quan cai quản lộ Quảng Nam Tây (thuộc vùng Quảng Đông và Quảng Tây ngày nay) được gọi về kinh đô báo cáo tình hình Đại Cồ Việt. Hữu Tráng tâu rằng: "ở Giao Châu thì vua cuối họ Đinh là Đinh Toàn còn nhỏ dại, bị giặc hãm hại, nước loạn mãi chưa yên, dân không biết dựa vào ai làm chủ. Ta nên kíp sai quân sang, nói là đến cứu...".
Nắm được tình hình Đại Cồ Việt rồi, Tống Thái Tông phong Hầu Nhân Bảo làm Giao Châu lộ Thủy lục kế độ Chuyển vận sứ, Tôn Toàn Hưng, Trần Khâm Tộ, Lưu Trừng, Giả Thực giữ chức Binh mã Đô bộ thự lập tức chuẩn bị chiến tranh với Đại Cồ Việt. Đồng thời ban chiếu chinh phạt Đại Cồ Việt. Nội dung như sau:
| “ | Thanh giáo và oai linh của nước nhà vang khắp cả mọi nơi, gần đây đất Diên-Chỉ, chưa sáp nhập vào địa đồ Trung Quốc, chúng ở một phương, gần nơi Ngũ Lĩnh. Từ cuối đời Đường rối loạn, chia sẻ đất đại, rồi chúng làm ra một nước tiếm ngụy, ở xa thanh giáo thành ra phong tục như đứa mù đứa điếc. Kịp khi Phiên-Ngung đã bình định, mới ban cho Chính-Sóc mà tuân hành, tuy đã phục tùng chịu làm phiên thuộc, nhưng cứ tu luyện binh lính, có ý quật cường. Lễ thờ phụng nước trên, lẽ nào như thế? Vậy ta bất đắc dĩ phải trị tội gian ngụy để cứu dân, phải cử binh qua đánh để khai hóa xứ mọi rợ; nay cho bọn Tôn Toàn Hưng xuất quân qua đánh. | ” |

Mùa thu năm 980, quan trấn thủ châu Lạng (Lạng Sơn) báo tin cho triều đình việc quân Tống chuẩn bị đánh xuống Đại Cồ Việt. Lê Hoàn liền lên ngôi vua và gấp rút chuẩn bị kháng chiến.
Mùa đông năm 980, Tống đế gửi thư tuyên chiến. Trong thư có đoạn: "Hiện nay ta đã sửa sang binh xa và bộ tốt, hiệu lệnh chiêng trống rất nghiêm minh; nếu vâng theo giáo hóa thì được tha; nếu chống lại mệnh lệnh thì sẽ bị trị tội".
Lê Đại Hành một mặt chuẩn bị kháng chiến, một mặt vẫn sai sứ mang thư sang triều đình Đại Tống báo cáo việc đã lập Đinh Toàn nối ngôi Đinh Tiên Hoàng. Nhà Tống không đồng ý. Tống Thái Tông sai Lư Đa Tốn viết thư trả lời Lê Hoàn. Thư có đoạn:
| “ | Nay chín châu bốn biển đã yên, chỉ còn Giao Châu của ngươi ở xa cuối trời... Ngươi định về theo ta, hay muốn chuộc lấy tội. Ta đang chuẩn bị xe ngựa, binh lính, cờ lệnh, chiêng trống... nếu ngươi quy hàng ta tha, nếu trái mệnh thì ta đánh. Theo hay không, lành hay dữ, ngươi tự nghĩ lấy... | ” |

## Chuẩn bị và lực lượng

### Đại Tống
Triều đình nhà Tống cho lập Giao Chỉ hành doanh là bộ chỉ huy lực lượng viễn chinh Giao Chỉ. Trong bộ chỉ huy này, Hầu Nhân Bảo là Tổng tư lệnh, được phong làm Giao Chỉ lộ Thủy lục kế độ Chuyển vận sứ; có nghĩa chỉ huy cả thủy lục quân và sau khi chinh phạt được Đại Cồ Việt (nhà Tống chỉ gọi là Giao Chỉ) thì sẽ biến xứ này thành một lộ của Đại Tống và giao cho Hầu Nhân Bảo làm Chuyển vận sứ. Các tướng lĩnh cao cấp khác (hàng chánh tướng và phó tướng) gồm có: Tôn Toàn Hưng, Lưu Trừng, Giả Thực, Vương Soạn và Trần Khâm Tộ, Tôn Toàn Hưng được giao chức Phó Tổng tư lệnh, được phong làm Ung Châu lục lộ binh mã Đô bộ thư. Hứa Trọng Tuyên là Phó Tổng tư lệnh đóng tại hậu cứ ở bên đất Tống. Lưu Trừng là chỉ huy lực lượng thủy quân. Hứa Sương Duệ chỉ huy lực lượng thông tin liên lạc. Ngoài ra còn nhiều sĩ quan hàng tùy tướng, lại thuộc, v.v... Theo Tống sử, nhà Tống chia quân làm 2 đạo. Đạo quân bộ do Lan Châu Đoàn luyện sứ Tôn Toàn Hưng, Bát tác sứ Trương Tuyền và Tả giám môn vệ tướng quân Thôi Lượng chỉ huy từ Ung Châu tiến vào. Đạo quân thủy do Thứ sử Ninh Châu Lưu Trừng, Quân khí khố Phó sứ Giả Thực, Cung phụng quan Các môn chi hậu Vương Soạn chỉ huy, từ Quảng Châu tiến vào.
Quân Tống huy động chủ yếu là lực lượng tại các địa phương phía Nam dưới quyền của Hầu Nhân Bảo và Hứa Trọng Tuyên. Ngoài ra, còn có từ 1-2 vạn quân được huy động từ Kinh Hồ (vùng Trung nguyên) đặt dưới quyền của Lưu Trừng và Trần Khâm Tộ. Trong lực lượng chinh phạt này, thành phần cấm quân là thành phần chủ yếu. Cấm quân là lực lượng chủ lực và cơ động của quân đội Tống.
Toàn bộ quân số khoảng 3-4 vạn người.

### Đại Cồ Việt
Về phía Đại Cồ Việt, giúp việc cho Lê Đại Hành trong việc chỉ huy quân và dân cả nước đánh trả là Phạm Cự Lạng (Lượng) giữ chức Thái úy, Hồng Hiến giữ chức Thái sư. Thiền Uyển tập anh cho biết: "Thời Lê Đại Hành chống Tống, vua thường mời sư Pháp Thuận và đại sư Ngô Chân Lưu cùng dự bàn mưu kế. Đến khi thái bình, vua ban khen, các sư đều không nhận thưởng".
Lê Đại Hành thân chinh dẫn đại quân từ kinh thành Hoa Lư theo đường thủy, ngược sông Đáy, sông Nhuệ mà vào sông Hồng, rồi từ đó tiến lên miền địa đầu Đông Bắc đất nước. Lữ Lang được cử đưa đạo quân Uy Dũng từ Hoa Lư lên giữ phòng tuyến bờ Bắc sông Lục Giang (địa phận Thái Bình ngày nay). Trần Công Tích lên trấn thủ ở Nghĩa Đô gần thành Đại La (Hà Nội ngày nay). Lê Long Kính trấn thủ ở bờ Bắc sông Hải Triều (tức sông Luộc). Các tướng lĩnh khác bên phía Đại Cồ Việt gồm có Phùng Phường, Đào Trực, Hoàng Vĩnh Chu, Đào Công Mỹ, Phạm Quảng, Đào Thành, Phạm Minh, Nguyễn Triệt, Vũ U, Đào Hồng, Đặng Xuân và 4 em trai, Vương Minh, Vương Xuân, Vương Hồng và 2 em gái, và Dũng Mạnh (hộ vệ Lê Đại Hành).
Với dân số trên dưới 1 triệu người, tổng số quân Đại Cồ Việt khó lòng vượt quá 4 vạn người.
Đại Cồ Việt đã khẩn trương xây dựng các phòng tuyến. Đáng chú ý nhất trong số này là chiến lũy Bình Lỗ. Hiện chưa có khẳng định cuối cùng là Bình Lỗ ở đâu. Tuy nhiên vai trò của Bình Lỗ đã được Trần Quốc Tuấn sau này nhắc đến, đó là nhà Tiền Lê nhờ xây thành Bình Lỗ mà phá được quân Tống. Bên cạnh đó, Lê Đại Hành cho cắm các cọc nhọn trên sông Bạch Đằng và một số sông khác để đối phó với thủy quân Tống.

## Diễn biến

### Các hướng tấn công của quân Tống
Việc quân Tống tấn công Đại Cồ Việt theo những hướng nào, đến nay có nhiều quan điểm.
Đại Việt sử ký toàn thư, Khâm định Việt sử thông giám cương mục, Việt Nam sử lược và một số sách lịch sử khác chép rằng quân Tống có một đạo lục quân do Hầu Nhân Bảo và Tôn Toàn Hưng chỉ huy tiến vào Đại Cồ Việt qua đường Lạng Sơn, và một đạo thủy quân do Lưu Trừng chỉ huy tiến vào qua cửa sông Bạch Đằng.
Tuy nhiên, một số nhà nghiên cứu lịch sử hiện đại gần đây trong đó có các nghiên cứu của tác giả từ Viện Lịch sử Quân sự Việt Nam cho rằng thủy quân Tống do Hầu Nhân Bảo chỉ huy và đi qua Lãng Sơn (nay là đảo Hai Núi hoặc cù lao Hai Núi ở toạ độ trung bình 21041' vĩ bắc, 107036’ kinh đông, ngoài khơi Quảng Ninh. vào sông Bạch Đằng. Lục quân do Tôn Toàn Hưng đi theo con đường qua Tiên Yên, Đông Triều. Trần Bá Chí (2003) cho rằng tuyến đường bộ vào các ải Nam Quan, Quyết Lý, Chi Lăng, Cần Trạm qua Thị Cầu vào Thăng Long do Lý Công Uẩn mới mở làm sứ lộ, chỉ hoàn thành vào năm 1020.

### Trận Chi Lăng
Theo một số sử liệu cũ đã nhắc ở trên, thì Hầu Nhân Bảo tiến quân vào Đại Cồ Việt qua đường Lạng Sơn. Đến Chi Lăng, Hầu Nhân Bảo bị quân Đại Cồ Việt mai phục tập kích và tử trận tại đây. Mất chủ tướng, quân Tống vỡ trận và bị tiêu diệt quá nửa. Đây là trận đánh quyết định của cuộc chiến tranh, vì như các sách sử cổ này chép thì cánh quân của Lưu Trừng nhận được tin cánh quân của Hầu Nhân Bảo thua trận liền tháo chạy. Chiến tranh kết thúc. Đại Việt sử ký toàn thư không hề nhắc đến các trận đánh nào khác trong cuộc chiến tranh này. Còn Khâm định Việt sử thông giám cương mục và Việt Nam sử lược có nhắc đến một trận ở sông Bạch Đằng, một trận ở Tây Kết.
Riêng về địa danh Chi Lăng, các sách cho rằng quân Tống đi qua đường Lạng Sơn cũng không thống nhất với nhau. Đại Việt sử ký toàn thư và Việt Nam sử lược nói là ải Chi Lăng. Khâm định Việt sử thông giám cương mục nói là sông Chi Lăng và cho biết đây là con sông chảy qua xã Chi Lăng (Lạng Sơn). Đại cương lịch sử Việt Nam tập I của Nhà Xuất bản Giáo dục do Trương Hữu Quýnh chủ biên thì cũng viết là sông Chi Lăng, nhưng lại nói đó chính là sông Thương.
Những ý kiến gần đây cho rằng có sự lầm lẫn về địa danh trong sử sách. Nguyễn Minh Tường trong sách "Bối cảnh định đô Thăng Long và sự nghiệp của Lê Hoàn" dẫn ý kiến các nhà nghiên cứu Trần Bá Trí, Hà Văn Tấn cho rằng: Chỉ vì bản dịch Việt sử lược hiện có đã dịch nhầm chữ Lãng (Lãng Sơn) thành Ngân (Ngân Sơn), mà nhiều nhà sử học đã loay hoay tìm con đường tiến của quân Tống từ Lạng Sơn qua Bắc Thái (tức Bắc Kạn). Thực ra, Lãng Sơn là tên gọi một hòn núi gần Vạn Ninh của Quảng Ninh. Hầu Nhân Bảo đã đi qua Lãng Sơn ở Quảng Ninh để tiến vào sông Bạch Đằng.

### Trận Bạch Đằng thứ nhất
Khâm định Việt sử thông giám cương mục và Việt Nam sử lược có chép về một trận Bạch Đằng. Tại đó, quân Đại Cồ Việt chịu thất bại vì quân Tống quá đông. Đại cương lịch sử Việt Nam tập I thì lại chép rằng ngay trận đầu này, quân Đại Cồ Việt đã thắng, đạo thủy quân của Tống bị đánh tan.
Theo các nghiên cứu lịch sử hiện đại, thì ngày 24 tháng 1 năm 981 cánh quân thủy do Hầu Nhân Bảo chỉ huy ồ ạt tiến vào cửa Bạch Đằng. Trong trận Bạch Đằng đầu tiên này, quân Đại Cồ Việt đã thất bại, không những không ngăn được quân Tống mà còn bị thương vong nhiều. Quân Tống lấy được 200 thuyền, tiêu diệt hơn 1.000 quân lính Đại Cồ Việt. Lê Đại Hành phải rút về vùng Xạ Sơn (huyện Kinh Môn), An Lạc (huyện Chí Linh, Hải Dương) củng cố lại thế trận, đồng thời gửi thư trá hàng.

### Lục quân Tống tấn công
Sau khi thủy quân Tống đánh trận Bạch Đằng khoảng 5 ngày, tức là vào 30 tháng 1 năm 981, lục quân Tống dưới sự chỉ huy của Tôn Toàn Hưng mới tới Hoa Bộ. Về địa danh Hoa Bộ, Trần Bá Chí (2003) cho biết Hoa Bộ là địa danh do nhà Tống gọi có nghĩa là nơi có nhiều người Hoa sinh sống và nghiên cứu này còn cho biết có nhiều quan điểm khác nhau về vị trí của địa danh Hoa Bộ. Có quan điểm cho rằng Hoa Bộ ở vùng Kép, tức là gần sông Thương. Có quan điểm cho đó là gần sông Cầu. Các quan điểm này thống nhất với quan điểm cho rằng lục quân Tống tiến vào Đại Cồ Việt qua đường Lạng Sơn. Bản thân Trần Bá Chí (2003) dẫn các nghiên cứu về khảo cổ và quan điểm quân sự cho rằng Hoa Bộ gần sông Bạch Đằng, ở khoảng thành phố Thủy Nguyên ngày nay. Quan điểm cho rằng Hoa Bộ ở gần sông Bạch Đằng thống nhất với quan điểm cho rằng lục quân Tống tiến vào Đại Cồ Việt qua đường ven biển Đông Bắc. Đại cương lịch sử Việt Nam tập I lại cho rằng Hoa Bộ là địa danh ở Nam Quảng Đông (Trung Quốc) và Tôn Toàn Hưng đóng quân lỳ ở đó không chịu tiến vào Đại Cồ Việt.
Tại Hoa Bộ, lục quân Tống đã gặp và giao tranh với quân Đại Cồ Việt. Tục tư trị thông giám trường biên của Lý Đào chép rằng quân Tống đã đánh bại "hơn vạn quân Giao Chỉ, chém được 2.345 đầu giặc". Tuy nhiên, lục quân Tống đã không thể tiến tiếp để gặp thủy quân.

### Quân Tống lập Giao Châu hành doanh tại Đại Cồ Việt
Hầu Nhân Bảo chiếm được sông Bạch Đằng và các làng mạc xung quanh, đặt Giao Châu hành doanh tại đó để phối hợp quân thủy bộ, bước tiến sâu vào nội địa Đại Cồ Việt. Tuy nhiên, hai đạo thủy lục quân của Tống không thể liên lạc được. Tôn Toàn Hưng viện cớ chờ Lưu Trừng đưa viện binh (thủy quân) sang cùng tiến quân một thể. Đến tháng 3 năm 981, sau hơn 2 tháng chiếm Bạch Đằng – Hoa Bộ, cả hai cánh quân Tống vẫn dậm chân tại chỗ. Quân Tống liên tục bị quân chủ lực và dân binh các làng xã tập kích quấy rối, làm cho lực lượng bị tiêu hao, tinh thần binh lính suy giảm. Khi Lưu Trưng đưa quân tới nơi, Tôn Toàn Hưng cùng Lưu Trừng tiến quân, nhưng không gặp đối phương lại quay về Hoa Bộ.

### Trận sông Lục Đầu
Sau khi phát hiện quân Đại Cồ Việt có chiến lũy Bình Lỗ kiên cố, quân Tống chủ trương đánh chiếm Đại La để làm bàn đạp tiến đánh Hoa Lư. Ngày Tất niên năm Canh Thìn (tức 7 tháng 2 năm 981), Hầu Nhân Bảo và Tôn Toàn Hưng chỉ huy thủy lục quân tiến theo sông Kinh Thầy vào sông Lục Đầu. Phía Đại Cồ Việt trinh sát được sự di chuyển của quân Tống, liền kéo một bộ phận lớn về giữ sông Lục Đầu dưới sự chỉ huy của đích thân Lê Đại Hành cùng các tướng Trần Công Tích, Trần Bảo Trung, Trần Minh Khiết. Quân Đại Cồ Việt bố trí dọc tuyến sông từ Đại La tới sông Lục Đầu để ngăn cản đối phương vào Đại La. Tại sông Lục Đầu, quân Đại Cồ Việt có một căn cứ là Phù Lan. Trên sông có nhiều bãi cọc để ngăn thuyền bè của Tống.
Thủy quân Tống dàn quân chiếm sông Lục Đầu. Lục quân được vận chuyển bằng thuyền rồi đổ bộ lên bờ lập trại. Hai bên Tống - Việt giao chiến ác liệt. Quân Tống nhiều lần tìm cách chọc thủng phòng tuyến của quân Đại Cồ Việt để tiến về Đại La nhưng đều thất bại. Quân Tống bị thua to ở sông Lục Đầu, quân số hao hụt; vũ khí, chiến thuyền hư hỏng, mất mát nhiều, lương thực khó khăn thêm. Cuối cùng, quân Tống đành phải rút về vùng xung quanh sông Bạch Đằng Sông Lục Đầu vì thế còn được gọi là sông Đồ Lỗ. "Đồ" nghĩa là giết, "Lỗ" chỉ quân Tống.
Sau trận Lục Đầu, tinh thần của quân Tống bị sa sút. Tôn Toàn Hưng sau khi quay về Hoa Bộ thì đóng lỳ ở đó bắt chấp sự thúc giục của Hầu Nhân Bảo, lấy cớ chờ quân tăng viện sang mới tiến được.

### Quân Tống được tăng viện
Mãi đến ngày 11 tháng 4 năm 981, thủy quân tăng viện của Tống do Lưu Trừng chỉ huy mới tới sông Bạch Đằng và sát cánh với lực lượng của Hầu Nhân Bảo. Tiếp đó, lục quân tăng viện của Tống do Trần Khâm Tộ chỉ huy cũng tới nơi. Tôn Toàn Hưng cử Trần Khâm Tộ tiến công và viên tướng này đã thành công trong việc chọc thủng phòng tuyến của quân Đại Cồ Việt, tiến đến Tây Kết (bên sông Hồng, thuộc địa phận huyện Khoái Châu tỉnh Hưng Yên ngày nay).

### Trận Bình Lỗ
Bình Lỗ là tên một thành cổ được ghi nhận trong lịch sử Việt Nam, nhờ có thành này mà năm 981 Lê Đại Hành đã đánh tan được quân Tống.
Đến nay có hai giả thuyết về vị trí của thành Bình Lỗ. Giả thuyết thứ nhất cho rằng thành này nằm trong đoạn sông Hồng từ ngã ba Lềnh (Yên Lệnh, Hà Nam) đến ngã ba Vàng (Giao Thủy, Nam Định). Tác giả đã dựa vào giả định quân Tống muốn đánh Hoa Lư trước, nhưng  không vượt được phòng tuyến Bình Lỗ và phải quay về sông Bạch Đằng. Chính vì giả thuyết này mà xuất hiện thêm một trận Bạch Đằng thứ hai nhưng không thấy có trong các sử liệu cũ.
Giả thuyết thứ hai thì cho rằng Bình Lỗ nằm ở hương Bình Lỗ, ngay bên bờ sông Cà Lồ. Thuyết này dựa vào bài viết về Đại sư Khuông Việt trong sách Thiền Uyển tập anh, trong đó cho biết Khuông Việt đã được vua cử đi trước đến Bình Lỗ để chuẩn bị trận địa mai phục đánh Tống. Chú thích của Lê Mạnh Thát trong bài này đã ghi rõ sông Bình Lỗ chính là sông Cà Lồ ngày nay. Người thứ hai ủng hộ thuyết này là Nguyễn Vinh Phúc, ông cho rằng quân Tống muốn đánh chiếm Đại La trước vì thành này quan trọng hơn, sau đó mới tiến xuống đánh Hoa Lư. Hương Bình Lỗ xưa kéo dài từ núi Sóc đến sông Cà Lồ. Một căn cứ nữa nghiêng về giả thuyết thứ hai được ghi ngay trong mục 2.2 của bài này là hướng hành quân của vua Lê Đại Hành "theo đường thủy, ngược sông Đáy, sông Nhuệ mà vào sông Hồng, rồi từ đó tiến lên miền địa đầu Đông Bắc đất nước". Trên đường hành quân ông dừng ở làng Tó, xã Tả Thanh Oai (nằm dọc sông Nhuệ), huyện Thường Tin ngày nay, rồi vượt sông Hồng và xuôi dòng sông Cà Lồ để đến Bình Lỗ. Chuyện "Hai vị thần ở Long Nhãn, Như Nguyệt, trong đó đã mô tả diễn biến của trận đánh. Nơi này nằm trên sông Cà Lồ, thuộc địa phận làng Tiên Tảo (căn cứ kháng chiến cũ của hai vị anh hùng Trương Hống, Trương Hát), gần với ngã ba Xà (cửa sông Cà Lồ). Tại đây quân Đại Cồ Việt đã thắng lớn, được sách Thiền Uyển tập anh ghi khá rõ "Quân giặc kinh hãi, rút về giữ sông Hữu Ninh, lại thấy sóng gió nổi lên, giao long nhảy nhót, giặc bèn tan vỡ". Sách Đại Việt sử lược thì ghi như sau: "Vua tự làm tướng đem quân ra chống cự. Vua cho cắm cọc cứng dưới sông. Quân Tống rút về giữ mặt Ninh Giang. Vua sai người sang trá hàng để dụ Hầu Nhân Bảo. Quân Tống thua trận, Hầu Nhân Bảo bị bắt và bị chém. Bọn Trần Khâm Tộ nghe tin thất trận phải rút lui". Sông Hữu Ninh có thể là một nhánh của sông Cà Lồ nối từ thành Bình Lỗ ra đến bờ sông Cầu, nay đã bị vùi lấp. Trận Bình Lỗ gồm cả trận đánh trên sông Hữu Ninh, sông Hữu Ninh chính là nhánh sông bên phải của sông Ninh (tức sông Cầu). Ngày nay dọc con sông nhỏ hẹp này còn để lại nhiều dấu tích với những cái tên như  Ngòi Ác, cầu Cửa Ma, Đầm Lâu và một nấm mồ chung chạy dài có tên là Bờ Xác. Các dẫn chứng đều nghiêng về giả thuyết thứ hai là thành Bình Lỗ nằm bên bờ sông Cà Lồ.

### Trận Bạch Đằng lần thứ 2 và sự thất thủ hoàn toàn của quân Tống trước Đại Cồ Việt
Sau thất bại ở phòng tuyến Bình Lỗ, trở lại sông Bạch Đằng, đạo thủy binh Hầu Nhân Bảo rơi vào tình thế tiến thoái lưỡng nan. Tuy viện binh Tống do Lưu Trừng chỉ huy đã kéo sang từ tháng 4 năm 981, nhưng "Giao Châu hành doanh" vẫn không sao thực hiện được kế hoạch hợp điểm, hội sư để cùng tiến chiếm Hoa Lư. Liên quân Lưu Trừng – Tôn Toàn Hưng tiến quân đến thôn Đa Ngư nhưng không gặp chủ quân Đại Cồ Việt để giao chiến, lại vội vã rút quân về Hoa Bộ. Cánh quân bộ do Trần Khâm Tộ chỉ huy tiến xuống Tây Kết cũng trở thành đạo quân bị cô lập, ở vào tình thế dễ bị đối phương truy kích tiêu diệt. Cánh quân thủy của Hầu Nhân Bảo từ sau trận Lục Giang vốn đã bị tiêu hao sinh lực, phương tiện chiến đấu, lại bị chia cắt khỏi thế trận liên kết chung. Ý đồ tiêu diệt quân chủ lực của Đại Cồ Việt hoàn toàn thất bại.
Trong khi đó, Lê Đại Hành bí mật tăng cường lực lượng chuẩn bị 1 trận quyết chiến giáng đòn quyết định. Ông chọn 1 khúc sông hiểm yếu rồi bố trí quân mai phục chờ sẵn.
Ngày 28 tháng 4 năm 981, trận quyết chiến Bạch Đằng diễn ra.
Có nghiên cứu cho rằng Lê Đại Hành đã cho 1 cánh quân ra khiêu chiến với quân Hầu Nhân Bảo. Chiến sự đang diễn ra quyết liệt thì quân Đại Cồ Việt "thua chạy", quân Tống "thừa thắng" đuổi theo. Khi chiến thuyền của Hầu Nhân Bảo lọt vào trận địa mai phục, Lê Đại Hành tung quân ra đánh ráo riết. Các chiến binh Đại Cồ Việt từ khắp các trận địa mai phục và từ các nẻo đường đổ về sông Bạch Đằng vây đánh quân Tống quyết liệt. Hầu Nhân Bảo bị giết chết trong đám loạn quân. Lưu Trừng vội vã dẫn đám tàn quân tháo lui ra biển.
Tuy nhiên, Trần Bá Chí (2003) dẫn một số sử liệu của Trung Quốc và Việt Nam cho rằng Lê Đại Hành đã gửi thư trá hàng và lập đài tuyên thệ. Hầu Nhân Bảo tưởng thật, đi thuyền tới đài tuyên thệ thì bất ngờ bị thủy quân Đại Cồ Việt chia cắt khỏi lực lượng bảo vệ và bị lính tinh nhuệ của Đại Cồ Việt giết chết. Những người có công giết Hầu Nhân Bảo có thể là các tướng Đào Công Mỹ, người làng Dịch Sứ (Hà Bắc) và Phạm Công Quang, người trang Hoa Chương huyện Thủy Đường (Thủy Nguyên, Hải Phòng), Đào Hồng người làng Phong Đình (Long Biên)... Các mũi quân Đại Cồ Việt cũng đồng thời tấn công thủy quân Tống và tiêu diệt một bộ phận lớn.

### Truy kích quân Tống
Nghe tin Hầu Nhân Bảo bị giết trên sông Bạch Đằng, Tôn Toàn Hưng hoảng hốt dẫn quân bỏ chạy, đạo quân Trần Khâm Tộ ở Tây Kết lo sợ rút lui, bị quân Đại Cồ Việt truy kích tiêu diệt quá nửa. Tướng Tống là Triệu Phụng Huân bị bắt sống tại trận. Một số sử liệu cũ của Việt Nam chép rằng viên tướng Quách Quân Biện cũng bị bắt trong trận Tây Kết. Tuy nhiên, Trần Bá Chí (2003) dựa vào kết quả nghiên cứu điền dã mà cho rằng Quách Quân Biện đã thoát trận Tây Kết và tìm cách rút về qua đường Sóc Sơn, Phổ Yên hướng về Vũ Nhai. Quân Đại Cồ Việt truy kích đến tận Vũ Nhai thì bắt được Quách Quân Biện.

## Kết quả
Các sử liệu của Trung Quốc chép về các chiến thắng của quân Tống giai đoạn đầu khá rõ ràng, nhưng khi chép về các thất bại rất sơ lược. Tục tư trị thông giám trường biên của Lý Đào chép việc các tướng lĩnh chinh phạt Đại Cồ Việt thất bại bị trị tội. Theo đó Lưu Trừng cùng Giả Thực đều bị giết bêu đầu ở chợ Ung Châu. Tôn Toàn Hưng bị hạ ngục rồi bị tội chết. Trần Khâm Tộ, Hác Thủ Tuấn, Thôi Lượng đều bị trách phạt, giáng chức. Các tướng lĩnh Tống cao cấp bị chết hay bị bắt tại trận gồm Tổng tư lệnh Hầu Nhân Bảo, Chu Vị, Quách Quân Biện, Triệu Phụng Huân.
Sau cuộc chiến này, Đại Tống chấp nhận xuống nước, đến năm 986 chính thức thừa nhận Lê Hoàn là người cai trị Đại Cồ Việt. Hai bên giao hảo, cứ 2 năm một lần Đại Cồ Việt triều cống Đại Tống còn Đại Tống ban sắc phong cho Lê Hoàn. Sau này, vào năm 995, quân Đại Cồ Việt đã có hành động tiến quân sang đất Tống, như ở trấn Như Hồng thuộc địa phận châu Khâm. Nhà Tống gửi thư trách, nhưng Lê Hoàn đã trả lời khá "ngạo mạn":
| “ | Việc cướp trấn Như Hồng là do bọn giặc biển ở cõi ngoài, hoàng đế có biết đó không phải là quân của Giao Châu không? Nếu Giao Châu có làm phản thì đầu tiên đánh vào Phiên Ngung, thứ đến đánh Mân Việt, há chỉ dừng ở trấn Như Hồng mà thôi? | ” |

## Huyền thoạiNam quốc sơn hà
Có một số nghiên cứu cho rằng bài "thơ thần" Nam quốc sơn hà đã được đọc trong trận tại sông Lục Đầu, nghĩa là trước cả cuộc Chiến tranh Tống-Việt năm 1075-1077. Bài thơ thần này được cho là gắn với thần Trương Hống và Trương Hát mà dân gian cho là cư ngụ ở vùng sông Thương, sông Cầu. Tương truyền, quân Tống nghe thấy thần đọc thơ và thấy hai đạo âm binh xông vào đánh mình thì sợ quá mà tan vỡ.